# Parafia Chrystusa Króla w Przeworsku
Parafia Chrystusa Króla w Przeworsku – parafia rzymskokatolicka należąca do dekanatu Przeworsk II w archidiecezji przemyskiej. 

## Historia
W 2000 roku w Przeworsku odbyły się uroczystości związane ze zjazdem reaktywowanego Zakonu Kanoników Grobu Chrystusa, podczas których ogłoszono decyzję o erygowaniu z dniem 15 września 2000 roku nowej parafii, a jej proboszczem został ks. Jan Miazga. 16 września 2001 roku bp Adam Szal poświęcił plac pod budowę nowego kościoła. Następnie zbudowano tymczasową kaplicę, którą 16 grudnia 2001 roku poświęcił abp Józef Michalik, a w 2002 roku ukończono budynek mieszkalny dla proboszcza. 12 maja 2002 roku bp Adam Szal poświęcił plac pod budowę kościoła filialnego w Rozborzu. W dniach 15–22 listopada 2003 roku odbyły się Misje Święte, a 27 listopada odbyło się nawiedzenie Kopii Cudownego Obrazu Matki Bożej Częstochowskiej. 
W maju 2005 roku rozpoczęto budowę murowanego kościoła i plebanii. 29 grudnia 2006 roku część Rozborza została przydzielona do nowej parafii Rozbórz. 26 września 2010 roku abp Józef Michalik dokonał wmurowania kamienia węgielnego. Po ukończeniu kościoła od 2012 roku msze święte były już odprawiane tylko w nowym kościele. W listopadzie 2012 roku odbyły się Misje Święte i peregrynacja Krzyża Papieskiego. W 2014 roku wykonano ołtarz główny, którego poświęcenia dokonał 20 listopada 2016 roku bp Stanisław Jamrozek.
Proboszczowie parafii:
2000–2024. ks. prał. Jan Miazga.
2024– nadal ks. Marek Machała (administrator).

## Zasięg parafii
Do parafii należy 2970 wiernych z Przeworska, mieszkający przy ulicach: Benbenka, Cukrowniczej, Dynowskiej, Dworcowej, Głębokiej, Kopernika, Krasickiego (prawa strona), Kwietnej, Lipowej, Lwowskiej (prawa strona), Misiągiewicza, Okopowej, Orląt Lwowskich, Otwartej, Plac Chopina, Płk. Rolskiego, Pszennej, Rolnej, Rzemieślniczej, Słonecznej, Staropocztowej, 11 Listopada, Pod Rozborzem  oraz wierni z części wsi Rozbórz..